# Men Without Hats
Men Without Hats is de naam van een Canadese new wave- en synthpopband die haar grootste succes in de jaren tachtig had. 
De band werd opgericht in 1976 in Montreal in Canada en heette eerst Wave 21. In 1977 werd de naam van de band veranderd in Men Without Hats. De leadzanger was Ivan Doroschuk en ook zijn broer Stefan maakte deel uit van de band. Verder bestond de band uit onder meer Jeremy Arrobas, Tracy Howe, Roman Martyn en Allan McCarthy.
De bekendste en meest succesvolle plaat The Safety Dance verscheen in juli 1983. De plaat bereikte in  thuisland Canada een nationale culturele status en in de videoclip, waarvan zowel een korte als een lange versie bestaat, figureerden vele figuranten in authentieke en kleurrijke kledij. De videoclip was opgenomen in het dorp West Kington nabij Chippenham in Zuidwest-Engeland. Ook in veel andere landen had de plaat succes. In België werd de plaat nummer 10 in de voorloper van de Vlaamse Ultratop 50 en nummer 12 in de Vlaamse Radio 2 Top 30 en stond 8 weken genoteerd. In Wallonië werd géén notering behaald.
In Nederland werd de plaat door dj Frits Spits en invaller-producerTom Blomberg veel gedraaid in het radioprogramma De Avondspits op Hilversum 3 en werd het een radiohit in de destijds drie landelijke hilijsten op de nationale publieke popzender. De plaat werd nummer 29 in de Nederlandse Top 40 en stond 6 weken genoteerd. In de Nationale Hitparade werd het nummer 23 en in de TROS Top 50 nummer 28. In de Europese hitlijst op Hilversum 3, de TROS Europarade, werd het nummer 6.
Doordat Ivan Doroschuk in 1997 de band verliet en een soloalbum uitbracht, veranderde de samenstelling. In 2003 voegde hij zich echter weer bij de band en treedt hij sindsdien weer met de band op in de originele bezetting. In 2013 was er nog een Europese tournee.

## Discografie
- Folk of the 80s (1980)
- The Safety Dance (1983)
- Rhythm of Youth (1982)
- Folk of the 80s (Part III) (1984)
- Freeways (1985)
- Pop Goes the World (1987)
- The Adventures of Women & Men Without Hate in the 21st Century (1989)
- Sideways (1991)
- Collection (compilatie 1996)
- Greatest Hats (compilatie 1997)
- The Very Best Of (cCompilatie 1997)
- No Hats Beyond This Point (2003)
- My Hats Collection (compilatie 2006)
- Live Hats! (Freeways Tour) (dvd 2006)
- The Silver Collection (cd/dvd-compilatie 2008)
- The Safety Dance - The Collection (compilatie 2010)
- Love in the Age of War (2012)
- Again, Part 2 (2022)